# Bieńki (Piecki)
Bieńki (deutsch Bienken, 1938–1945 Bönigken) ist eine kleine Siedlung in der polnischen Woiwodschaft Ermland-Masuren und gehört zur Landgemeinde Piecki (deutsch Peitschendorf) im Powiat Mrągowski (Kreis Sensburg).

## Geographische Lage
Bieńki liegt am Westufer des Weiß-Sees (polnisch Jezioro Białe) in der südlichen Mitte der Woiwodschaft Ermland-Masuren, 15 Kilometer südwestlich der Kreisstadt Mrągowo (Sensburg).

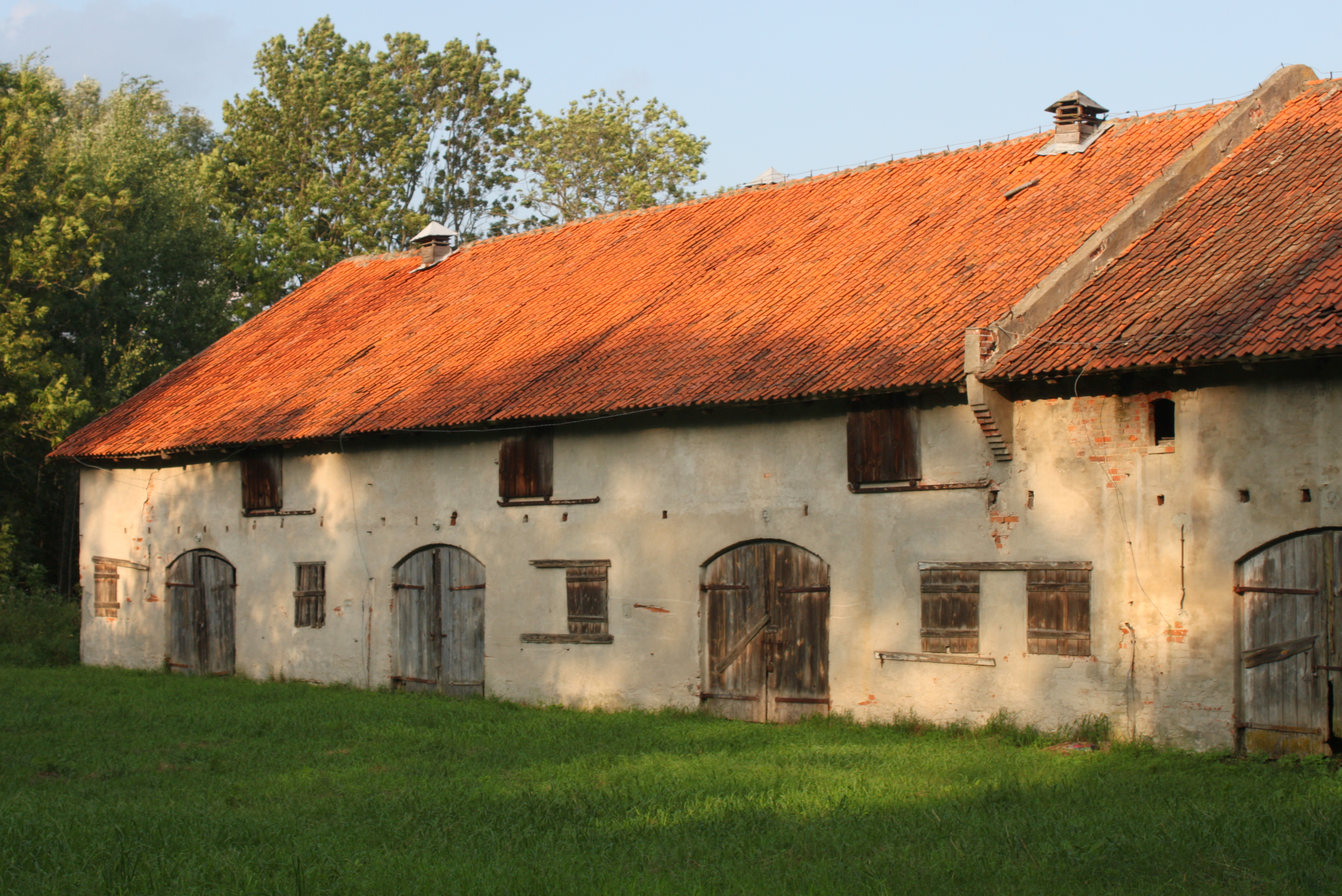
Ehemalige Stallungen des Guts Bienken/Bönigken in Bieńki

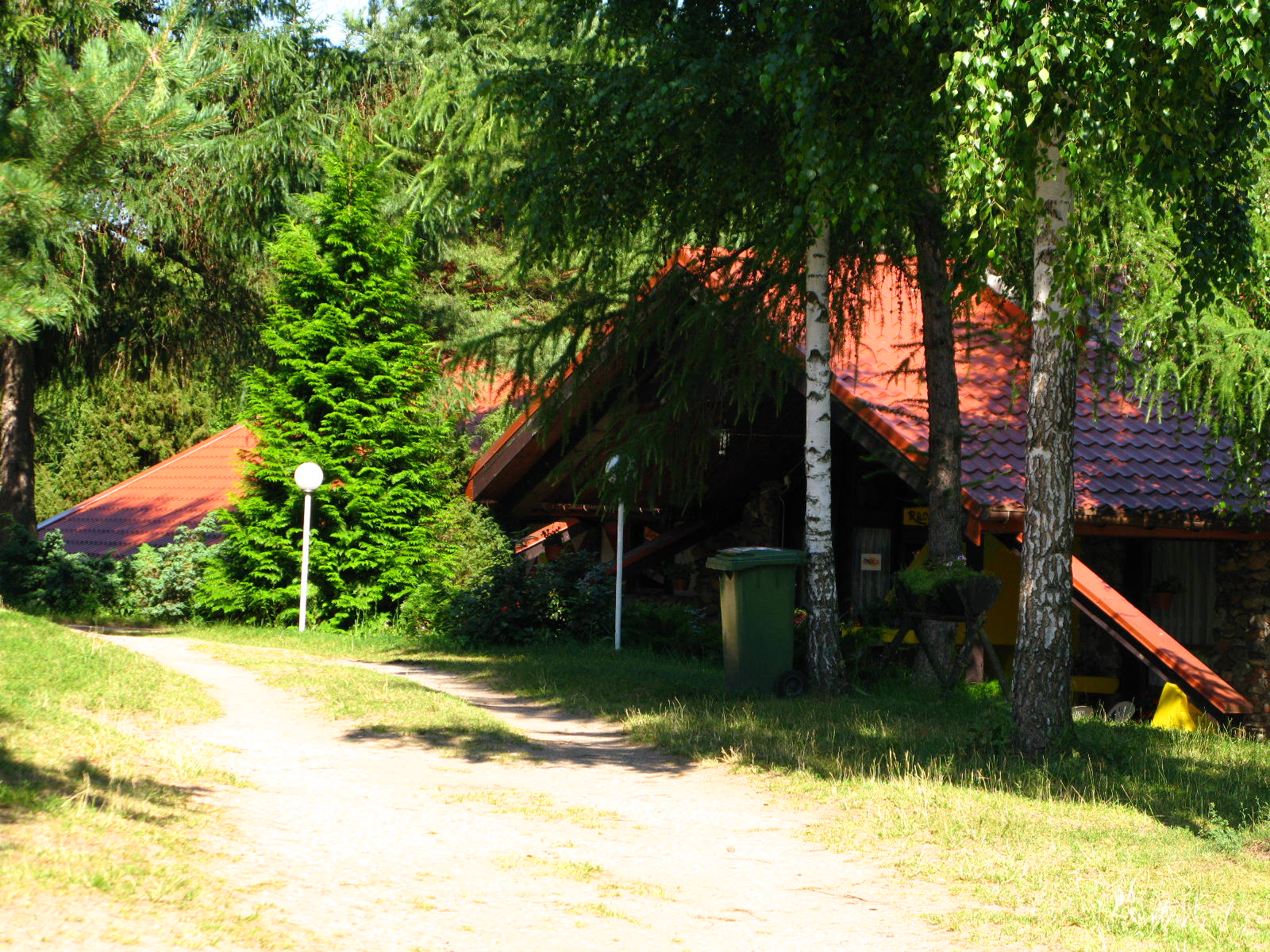
Bootshaus am Weißen See in Bieńki

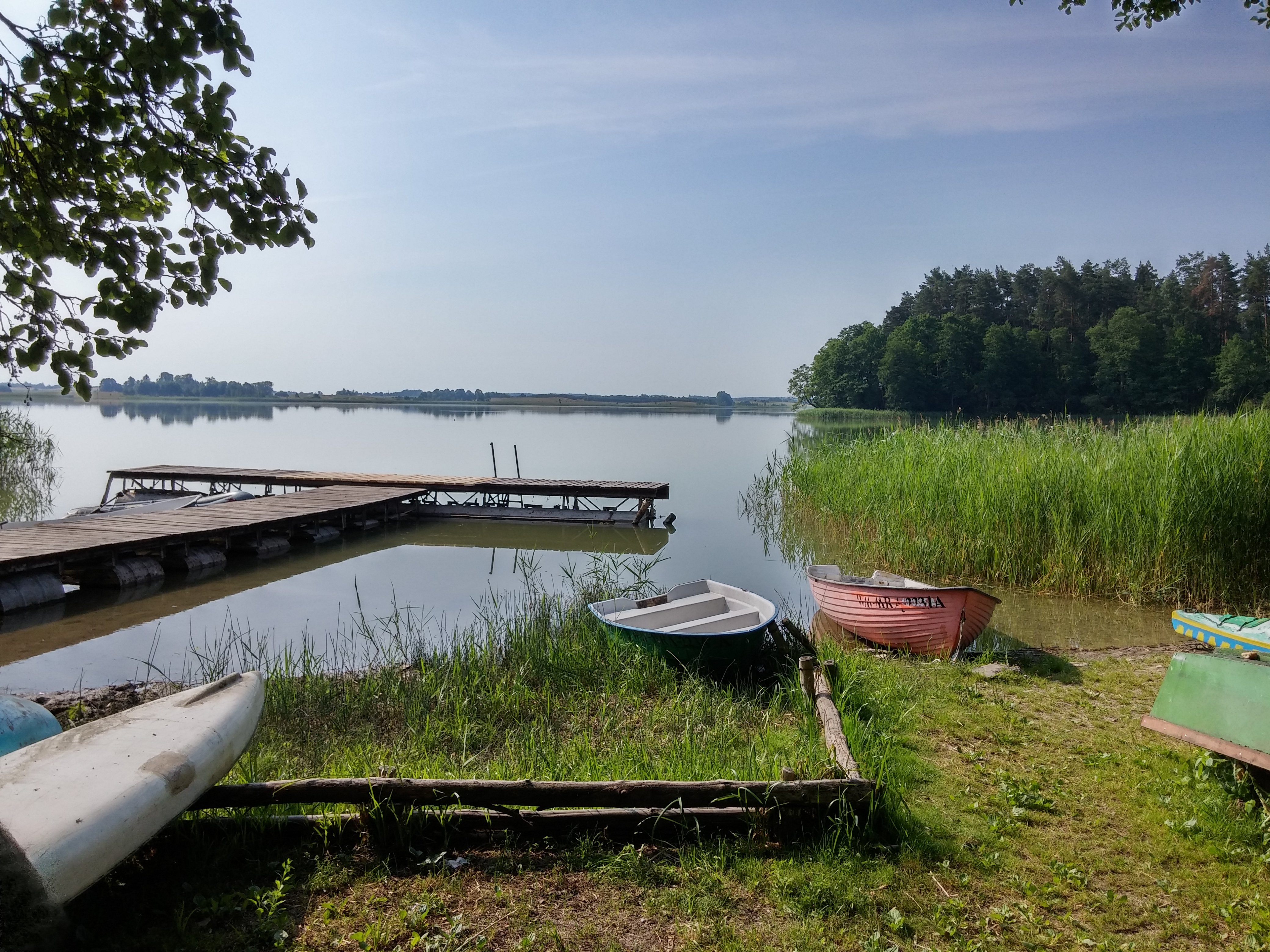
Anlegestelle beim Bootshaus in Bieńki

## Geschichte
Der kleine Biencken genannte Ort war 1785 ein „köllmisches Gut mit Mühle und zwei Feuerstellen“. 1874 wurde der Gutsbezirk Bienken in den neu errichteten Amtsbezirk Borowen (polnisch Borowe) im Kreis Sensburg im Regierungsbezirk Gumbinnen (1905–1945: Regierungsbezirk Allenstein) in der preußischen Provinz Ostpreußen eingegliedert. Am 30. September 1928 verlor der Gutsbezirk Bienken seine Eigenständigkeit und wurde nach Ganthen (polnisch Gant) eingemeindet. Am 3. Juni (amtlich bestätigt am 16. Juli) 1938 erfolgte die Umbenennung von Bienken in „Bönigken“.
1945 wurde das Dorf in Kriegsfolge mit dem gesamten südlichen Ostpreußen an Polen überstellt und erhielt die polnische Namensform „Bieńki“. Heute ist es in den Ort Głogno (deutsch Glognau) einbezogen und gehört somit zur Landgemeinde Piecki (Peitschendorf) im Powiat Mrągowski (Kreis Sensburg), bis 1998 der Woiwodschaft Olsztyn, seither der Woiwodschaft Ermland-Masuren zugehörig.

### Einwohnerzahlen
| Jahr | Anzahl |
| ---- | ------ |
| 1818 | 15     |
| 1839 | 21     |
| 1867 | 38     |
| 1875 | 39     |
| 1898 | 37     |
| 1905 | 49     |
| 1910 | 34     |

## Kirche
Bis 1945 war Bienken resp. Bönigken in die evangelische Kirche Aweyden in der Kirchenprovinz Ostpreußen der Evangelischen Kirche der Altpreußischen Union sowie in die katholische St.-Adalbert-Kirche Sensburg im damaligen Bistum Ermland eingepfarrt. Heute gehört Bieńki zur evangelischen Kirchengemeinde Nawiady, einer Filialgemeinde der Pfarrei Mrągowo in der Diözese Masuren der Evangelisch-Augsburgischen Kirche in Polen, außerdem zur katholischen Gemeinde in Dłużec (Langendorf) in der Pfarrei Grabowo (Grabowen, 1938–1945 Grabenhof) im heutigen Erzbistum Ermland in der polnischen katholischen Kirche.

## Verkehr
Bieńki liegt abseits des Verkehrsgeschehens und ist von Gajne (Gaynen) auf einem Landweg zu erreichen. Eine Bahnanbindung besteht nicht.